# Penumbra (Band)
Penumbra war eine französische Gothic-Metal-Band.

## Geschichte
1996 trafen sich Jarlaath (Sänger und Oboist) und Dorian (Gitarrist) bei einem Konzert und stellten fest, dass sie dieselben Grundansichten zur Musik vertraten. Beide waren sich einig, dass es zu viele Bands mit ähnlichem Sound  gebe und zu wenige, die klassische Elemente nutzten. Kurz nach ersten gemeinsamen Proben mit Synthesizer und einer Sopranistin verließen beide ihre bisherigen Gruppierungen, um eine Band namens Imperatoria zu gründen.
Diese zerbrach noch im November 1996. Jarlaath gründete daraufhin die Band Penumbra, der sofort Dorian sowie vier weitere Musiker, darunter Herr Rikk (Schlagzeug), beitraten. Bei ihrem ersten Auftritt beim St. Denis University Festival 1997 wurde die neue Formation gut angenommen. Kurz darauf erhielt sie ein Angebot, mit der französischen Metal-Band Misanthrope zu spielen. Noch im selben Jahr erschien das erste Demo-Album Falling Into My Soul.
Für die Aufnahmen des Albums Emanate wurden zwei Soprane und ein Bariton engagiert, die Penumbra jedoch bald wieder verließen. Mit wechselnder Besetzung wurden Konzerte in Frankreich und der Schweiz gegeben. Auf dem Wave-Gotik-Treffen 1999 spielte Penumbra als einzige französische Band.
Nach einem umfangreichen Besetzungswechsel wurde 2001 The Last Bewitchment aufgenommen. Nach der Veröffentlichung durch Season of Mist spielte Penumbra unter anderem mit Within Temptation und After Forever in Frankreich und den Niederlanden.
2003 verließen wiederum einige Mitglieder nach den Aufnahmen zu Seclusion die Band. Nachdem Ersatz gefunden wurde, spielte die Band in ganz Europa Konzerte mit Apocalyptica, Moonspell, Epica sowie 2005 erneut auf dem Wave-Gotik-Treffen in Leipzig.
2009 löste sich Penumbra auf.

## Stil
Die Gruppe kombinierte hohen weiblichen Gesang mit Death-Metal-typischer Härte und klassischen Einflüssen.

## Diskografie
- 1997 – Falling Into My Soul (Demo)
- 1998 – Emanate (Serenades Records)
- 2002 – The Last Bewitchment (Season of Mist)
- 2003 – Seclusion (Season of Mist)
- 2005 – Emanate (Rerelease von Season of Mist)
- 2015 – Era 4.0 (Rerelease von Season of Mist)